# Острва приветрине
Овај чланак говори о групи острва у Карибима. За Острва приветрине у Друштвеним острвима у Француској Полинезији, види Острва приветрине (Друштвена острва). Нека од острва Хаваја се такође понекад називају Острва приветрине. 
Острва приветрине (ен. Windward Islands, фр. Îles du Vent) представљају јужни део Малих Антила. 

## Назив и географија
Острва приветрине су добила име по томе што се налазе у правцу ветра који дува у бродове на путу из Европе ка Америци (ветар дува од југа ка северу). Севернија острва, која су у попречном положају, припадају Острвима заветрине. Правац морских струја и ветрова је такав да бродове из Европе обично носи ка регији где се спајају ове две групе острва. 
Острва приветрине у Антилима су:
- Мартиник (француско острво, сва остала острва су чланице Комонвелта)
- Света Луција
- Барбадос
- Сент Винсент и Гренадини
- Гренада
- Тринидад
- Тобаго

Заједно ова острва имају површину од 8.500 km², и око 2.100.000 становника. 

## Историја
Острва приветрине је име кориштено за британску колонију, која је постојала од 1833. до 1960. 
Званично име колоније било је Федерална колонија острва приветрине (1871—1956), а касније Територија острва приветрине, све до 1960. Главни град је од 1885. био Сент Џорџиз на Гренади, а пре тога Бриџтаун на Барбадосу. Ово није била јединствена колонија, већ конфедерација колонија са заједничким гувернером.